# 1. FFC Turbine Potsdam/Namen und Zahlen

Vereinswappen

Dieser Artikel dient der Darstellung bedeutender Statistiken zum Verein 1. FFC Turbine Potsdam, für die im Hauptartikel nur wenig Platz ist. An wichtigen Stellen wird dort auf einzelne Abschnitte dieser Datensammlung verlinkt.

## Endspielstatistiken

### DDR-Bestenermittlung

#### 1981, 1982, 1983
Es liegen keine Informationen über den Kader bzw. Mannschaftsaufstellungen vor.

#### 1985
| BSG Turbine Potsdam – Wismut Karl-Marx-Stadt 2:0 (2:0) | |
| Austragungsort                                         | Markkleeberg, 6. Oktober 1985, 700 Zuschauer                                                                 |
| Aufstellung                                            | Bramow, Ottersberg, Henning, Hoffmeister, Braune, Schmidt, Röbhold, Hoffmann, Sabine Seidel, Grüner, Brüdgam |
| Trainer                                                | Bernd Schröder                                                                                               |
| Tore                                                   | 1:0 Sabine Seidel (9.), 2:0 Brüdgam (21.)                                                                    |

#### 1986
| BSG Turbine Potsdam – BSG Motor Halle – 4:1 (3:1) | |
| Austragungsort                                    | Dresden, 21. Juni 1986, 500 Zuschauer                                                                                   |
| Aufstellung                                       | Kulik, Ottersberg, Funke (50. Huschke), Hoffmeister, Braune, Schmidt, Röbhold, Hoffmann, Sabine Seidel, Grüner, Brüdgam |
| Trainer                                           | Bernd Schröder |
| Tore                                              | 1:0 Grüner (10.), 2:0 Brüdgam (14.), 2:1 Günther (18.), 3:1 Ottersberg (27.), 4:1 Braune (41.)                          |

#### 1988
| BSG Rotation Schlema – BSG Turbine Potsdam – 3:0 (2:0) |                                                        |
| Austragungsort                                         | Schlema, 5. Juni 1988, 4.200 Zuschauer                 |
| Aufstellung                                            | nicht bekannt                                          |
| Trainer                                                | Bernd Schröder                                         |
| Tore                                                   | 1:0 Ullmer (15.), 2:0 Herzog (39.), 3:0 Guderian (41.) |

| BSG Turbine Potsdam – BSG Rotation Schlema – 3:1 (2:0) |                                                                                |
| Austragungsort                                         | Potsdam, 12. Juni 1988, 1.200 Zuschauer                                        |
| Aufstellung                                            | nicht bekannt                                                                  |
| Trainer                                                | Bernd Schröder                                                                 |
| Tore                                                   | 1:0 Brüdgam (7.), 2:0 Ottersberg (n. b.), 2:1 Guderian (42.), 3:1 Seidel (65.) |

#### 1989
| BSG Turbine Potsdam – BSG Rotation Schlema – 3:1 (1:0) | |
| Austragungsort                                         | Potsdam, 21. Mai 1989, 600 Zuschauer                                                                                 |
| Aufstellung                                            | Hoffmeister, Metens, Vasas, Schmidt, G. Wagner, Reuer (41. K. Wagner), Hannemann, Heinemann, Thomas, Brüdgam, Kulick |
| Trainer                                                | Bernd Schröder |
| Tore                                                   | 1:0 Kulick (34.), 1:1 Seidel (39.), 2:1 Kulick (52.), 3:1 Kulick (61.)                                               |

| BSG Rotation Schlema – BSG Turbine Potsdam – 3:2 (1:0) | |
| Austragungsort                                         | Schlema, 28. Mai 1989, 5.000 Zuschauer                                                                               |
| Aufstellung                                            | Reuer, Hoffmeister, Mertens, Heinemann, Vasas, Schmidt (6. G. Wagner), Thomas, Hannemann, K. Wagner, Brüdgam, Kulick |
| Trainer                                                | Bernd Schröder |
| Tore                                                   | 1:0 Remus (25.), 1:1 Brüdgam (62.), 1:2 Hoffmeister (66.), 2:2 Hoffmeister (72., Eigentor), 3:2 Pöschmann (78.)      |

### Pokal des Demokratischen Frauenbundes

#### 1991
| FC Wismut Aue – SSV Turbine Potsdam – 2:0 (0:0) | |
| Austragungsort                                  | Hettstedt, 8. Juni 1991, 600 Zuschauer                                                               |
| Aufstellung                                     | Ehrmann, Beitke, Timmerbeil, Wagner, Schlutz, Hannemann, Grunwald, Thomas, Hunger, Niebisch, Brüdgam |
| Trainer                                         | Bernd Schröder                                                                                       |
| Tore                                            | 1:0 Weiß (50.), 2:0 Baars (70.)                                                                      |

### DFB-Pokal

#### 2004
| 1. FFC Frankfurt – 1. FFC Turbine Potsdam – 0:3 (0:1) | |
| Austragungsort                                        | Berlin, 29. Mai 2004, 30.000 Zuschauer |
| Aufstellung                                           | Nadine Angerer – Peggy Nietgen, Inken Becher, Nancy Augustyniak (Annelie Brendel) – Jennifer Zietz, Ariane Hingst, Navina Omilade – Viola Odebrecht – Anja Mittag, Conny Pohlers (Franziska Liepack), Petra Wimbersky (Maria Makowska) |
| Trainer                                               | Bernd Schröder |
| Tore                                                  | 0:1 Conny Pohlers (27.), 0:2 Jennifer Zietz (50.), 0:3 Anja Mittag (55.) |

#### 2005
| 1. FFC Turbine Potsdam – 1. FFC Frankfurt – 3:0 (2:0) | |
| Austragungsort                                        | Berlin, 28. Mai 2005, 15.000 Zuschauer |
| Aufstellung                                           | Nadine Angerer – Britta Carlson, Inken Becher, Sonja Fuss – Navina Omilade, Ariane Hingst, Jennifer Zietz, Viola Odebrecht (73. Karolin Thomas) – Petra Wimbersky (65. Cristiane), Conny Pohlers, Anja Mittag |
| Trainer                                               | Bernd Schröder |
| Tore                                                  | 1:0 Conny Pohlers (23.), 2:0 Pohlers Wimbersky (34.), 3:0 Anja Mittag (80.) |

#### 2006
| 1. FFC Turbine Potsdam – 1. FFC Frankfurt – 2:0 (0:0) | |
| Austragungsort                                        | Berlin, 29. April 2006, 15.000 Zuschauer |
| Aufstellung                                           | Nadine Angerer; Peggy Nietgen, Inken Becher, Babett Peter; Navina Omilade, Ariane Hingst, Britta Carlson (64. Karolin Thomas), Jennifer Zietz; Petra Wimbersky, Conny Pohlers (77. Isabel Kerschowski), Anja Mittag (90. Aferdita Podvorica) |
| Trainer                                               | Bernd Schröder |
| Tore                                                  | 1:0 Isabel Kerschowski (79.), 2:0 Petra Wimbersky (82.) |

#### 2009
| 1. FFC Turbine Potsdam – FCR 2001 Duisburg – 0:7 (0:2) | |
| Austragungsort                                         | Berlin, 30. Mai 2009, 15.000 Zuschauer |
| Aufstellung                                            | Desirée Schumann – Bianca Schmidt, Stefanie Draws, Babett Peter – Monique Kerschowski, Viola Odebrecht (46. Marie-Louise Bagehorn), Jennifer Zietz, Isabel Kerschowski – Leni Larsen Kaurin (55. Jessica Wich), Anja Mittag, Tabea Kemme |
| Trainer                                                | Bernd Schröder |
| Tore                                                   | 0:1 Fatmire Bajramaj (28.), 0:2 Annemieke Kiesel (37.), 0:3 Annemieke Kiesel (47.), 0:4 Femke Maes (50.), 0:5 Inka Grings (54.), 0:6 Inka Grings (86.), 0:7 Alexandra Popp (90.)                                                         |

#### 2011
| 1. FFC Frankfurt – 1. FFC Turbine Potsdam – 2:1 (1:1) | |
| Austragungsort                                        | Köln, 26. März 2011, 20.312 Zuschauer |
| Aufstellung                                           | Anna Felicitas Sarholz – Inka Wesely (63. Monique Kerschowski), Babett Peter, Josephine Henning – Bianca Schmidt, Viola Odebrecht, Jennifer Zietz, Tabea Kemme (46. Isabel Kerschowski) – Yūki Nagasato (82. Nataša Andonova), Fatmire Bajramaj, Anja Mittag |
| Trainer                                               | Bernd Schröder |
| Tore                                                  | 1:0 Svenja Huth (15.), 1:1 Yūki Nagasato (42.), 2:1 Kerstin Garefrekes (48.) |

#### 2013
| VfL Wolfsburg – 1. FFC Turbine Potsdam – 3:2 (1:0) | |
| Austragungsort                                     | Köln, 19. Mai 2013, 14.269 Zuschauer |
| Aufstellung                                        | Alyssa Naeher – Alexandra Singer, Stefanie Draws, Tabea Kemme, Jennifer Cramer (77. Ada Hegerberg) – Pauline Bremer, Maren Mjelde, Patricia Hanebeck – Genoveva Añonma (46. Antonia Göransson), Yūki Nagasato, Nataša Andonova (39. Lisa Evans) |
| Trainer                                            | Bernd Schröder |
| Tore                                               | 1:0 Martina Müller (45.), 2:0 Martina Müller (52.), 3:0 Conny Pohlers (55.), 3:1 Lisa Evans (59.), 3:2 Yūki Ōgimi (62., Foulelfmeter) |

#### 2015
| 1. FFC Turbine Potsdam – VfL Wolfsburg – 0:3 (0:1) | |
| Austragungsort                                     | Köln, 1. Mai 2015, 19.204 Zuschauer |
| Aufstellung                                        | Anna Felicitas Sarholz – Nina Frausing Pedersen (65. Viktoria Schwalm), Johanna Elsig, Inka Wesely – Jennifer Zietz, Tabea Kemme, Lia Wälti, Jennifer Cramer – Genoveva Añonma, Asano Nagasato (46. Nataša Andonova), Lidija Kuliš |
| Trainer                                            | Bernd Schröder |
| Tore                                               | 0:1 Martina Müller (13.), 0:2 Martina Müller (61., Foulelfmeter), 0:3 Alexandra Popp (71.) |

### UEFA Women’s Cup

#### 2005
| Djurgårdens IF/Älvsjö – 1. FFC Turbine Potsdam – 0:2 (0:1) | |
| Austragungsort                                             | Stockholm, 15. Mai 2005, 1.382 Zuschauer |
| Aufstellung                                                | Nadine Angerer, Britta Carlson, Inken Becher, Sonja Fuss (68. Karolin Thomas), Navina Omilade, Ariane Hingst, Jennifer Zietz, Viola Odebrecht, Anja Mittag, Conny Pohlers, Petra Wimbersky (82. Cristiane) |
| Trainer                                                    | Bernd Schröder |
| Tore                                                       | 0:1 Conny Pohlers (34.), 0:2 Anja Mittag (53.) |

| 1. FFC Turbine Potsdam – Djurgårdens IF/Älvsjö – 3:1 (3:1) | |
| Austragungsort                                             | Potsdam, 21. Mai 2005, 8.667 Zuschauer |
| Aufstellung                                                | Nadine Angerer, Britta Carlson, Inken Becher, Sonja Fuss, Navina Omilade, Ariane Hingst, Jennifer Zietz, Viola Odebrecht, Anja Mittag, Conny Pohlers (74. Cristiane), Petra Wimbersky (79. Karolin Thomas) |
| Trainer                                                    | Bernd Schröder |
| Tore                                                       | 1:0 Petra Wimbersky (2.), 2:0 Conny Pohlers (9.), 2:1 Kristin Bengtsson (10.), 3:1 Conny Pohlers (16.) |

#### 2006
| 1. FFC Turbine Potsdam – 1. FFC Frankfurt – 0:4 (0:1) | |
| Austragungsort                                        | Potsdam, 20. Mai 2006, 4.431 Zuschauer |
| Aufstellung                                           | Nadine Angerer; Inken Becher, Babett Peter, Peggy Nietgen; Navina Omilade (60. Isabel Kerschowski), Britta Carlson (83. Cristiane), Jennifer Zietz, Ariane Hingst; Petra Wimbersky, Anja Mittag, Conny Pohlers |
| Trainer                                               | Bernd Schröder |
| Tore                                                  | 0:1 Renate Lingor (6.), 0:2 Sandra Albertz (64.), 0:3 Kerstin Garefrekes (77.), 0:4 Renate Lingor (84.) |

| 1. FFC Frankfurt – 1. FFC Turbine Potsdam – 3:2 (1:2) | |
| Austragungsort                                        | Frankfurt am Main, 27. Mai 2006, 13.200 Zuschauer |
| Aufstellung                                           | Nadine Angerer; Ariane Hingst; Babett Peter, Jennifer Zietz, Peggy Nietgen; Navina Omilade (46. Cristiane), Britta Carlson, Inken Becher (46. Isabel Kerschowski); Petra Wimbersky (80. Monique Kerschowski), Conny Pohlers, Anja Mittag |
| Trainer                                               | Bernd Schröder |
| Tore                                                  | 0:1 Conny Pohlers (8.), 1:1 Steffi Jones (25.), 1:2 Conny Pohlers (36.), 2:2 Renate Lingor (73., Foulelfmeter), 3:2 Birgit Prinz (90.+2)                                                                                                 |

### UEFA Women’s Champions League

#### 2010
| Olympique Lyon – 1. FFC Turbine Potsdam – 0:0 n. V., 6:7 i. E. | |
| Austragungsort                                                 | Coliseum Alfonso Pérez, Getafe, 20. Mai 2010, 13.000 Zuschauer |
| Aufstellung                                                    | Anna Felicitas Sarholz, Babett Peter, Josephine Henning, Bianca Schmidt, Tabea Kemme (106. Corina Schröder), Nadine Keßler (66. Isabel Kerschowski), Jennifer Zietz , Viola Odebrecht, Anja Mittag, Fatmire Bajramaj, Jessica Wich (66. Yūki Nagasato)                                             |
| Trainer                                                        | Bernd Schröder |
| Tore                                                           | Elfmeterschießen: 1:0 Corine Franco, 1:1 Babett Peter, 2:1 Lara Dickenmann, 2:2 Viola Odebrecht, 3:2 Aurelie Kaci, 3:3 Isabel Kerschowski, 3:4 Yūki Nagasato, 4:4 Wendie Renard, 4:5 Fatmire Bajramaj, 5:5 Simone Gomes Jatobá, 5:6 Anna Felicitas Sarholz, 6:6 Sarah Bouhaddi, 6:7 Bianca Schmidt |

#### 2011
| Olympique Lyon – 1. FFC Turbine Potsdam – 2:0 | |
| Austragungsort                                | Craven Cottage, London, 26. Mai 2011, 14.303 Zuschauer |
| Aufstellung                                   | Anna Felicitas Sarholz – Bianca Schmidt, Babett Peter, Josephine Henning – Jennifer Zietz – Isabel Kerschowski, Viola Odebrecht, Tabea Kemme – Fatmire Bajramaj, Anja Mittag, Inka Wesely |
| Trainer                                       | Bernd Schröder |
| Tore                                          | 1:0 Wendie Renard, 2:0 Lara Dickenmann |

## Rekordergebnisse in der Bundesliga
| 16:0 | FSV Frankfurt          | 2005/06 |
| 13:0 | FFC Brauweiler Pulheim | 2005/06 |
| 12:0 | VfL Sindelfingen       | 2013/14 |
| 9:0  | Sportfreunde Siegen    | 2000/01 |

| 0:11 | Grün-Weiß Brauweiler   | 1994/95 |
| 0:11 | FC Rumeln-Kaldenhausen | 1994/95 |
| 0:7  | Hoffenheim             | 2024/25 |
| 0:6  | Eintracht Frankfurt    | 2024/25 |
| 0:5  | Wolfsburg              | 2021/21 |
| 0:5  | Freiburg               | 2023/24 |

| 5:5 | Rot-Weiß Hillen     | 1995/96 |
| 4:4 | 1. FFC Frankfurt    | 1998/99 |
| 3:3 | SG Essen-Schönebeck | 2006/07 |

| 13:0 | FSV Frankfurt    | 2005/06 |
| 9:1  | VfL Sindelfingen | 2012/13 |
| 9:1  | VfL Wolfsburg    | 2003/04 |
| 8:0  | 1. FC Köln       | 2017/18 |

| 1:11 | Bayern München       | 2022/23 |
| 0:9  | Eintracht Frankfurt  | 2024/25 |
| 0:8  | Grün-Weiß Brauweiler | 1995/96 |
| 1:7  | SG Praunheim         | 1997/98 |
| 0:6  | TSV Siegen           | 1994/95 |
| 0:6  | Sportfreunde Siegen  | 1997/98 |
| 0:6  | Hoffenheim           | 2024/25 |

| 3:3 | TuS Niederkirchen | 1998/99 |
| 3:3 | FFC Heike Rheine  | 2003/04 |
| 3:3 | FC Bayern München | 2009/10 |

## Turbine im UEFA Women’s Cup / Champions League

### Spiele
Alle Ergebnisse aus Potsdamer Sicht. Heimspiele sind mit einem H, Auswärtsspiele mit einem A und Spiele auf neutralem Platz mit einem N gekennzeichnet.
| Saison                                                                  | Runde               | Gegner                | Ort | Ergebnis            | Torschützinnen für Potsdam                                                           |
| ----------------------------------------------------------------------- | ------------------- | --------------------- | --- | ------------------- | ------------------------------------------------------------------------------------ |
| 2004/05                                                                 | 2. Runde            | Montpellier HSC       | H   | 6:0                 | Pohlers (3), Mittag, Odebrecht, Omilade                                              |
| 2004/05                                                                 | 2. Runde            | KS AZS Wrocław        | H   | 4:1                 | Pohlers (2), Odebrecht, Zietz                                                        |
| 2004/05                                                                 | 2. Runde            | Torres Terra Sarda    | H   | 7:5                 | Pohlers (3), Wimbersky (2), Hingst, Omilade                                          |
| 2004/05                                                                 | Viertelfinale       | Energija Woronesch    | A   | 1:1                 | Becher                                                                               |
| 2004/05                                                                 | Viertelfinale       | Energija Woronesch    | H   | 4:1                 | Wimbersky (2), Mittag, Odebrecht                                                     |
| 2004/05                                                                 | Halbfinale          | Trondheims-Ørn SK     | H   | 4:0                 | Pohlers (3), Wimbersky                                                               |
| 2004/05                                                                 | Halbfinale          | Trondheims-Ørn SK     | A   | 3:1                 | Hingst (2), Mittag                                                                   |
| 2004/05                                                                 | Finale              | Djurgårdens IF/Älvsjö | A   | 2:0                 | Mittag, Pohlers                                                                      |
| 2004/05                                                                 | Finale              | Djurgårdens IF/Älvsjö | H   | 3:1                 | Pohlers (2), Wimbersky                                                               |
| 2005/06                                                                 | 2. Runde            | SV Neulengbach        | N   | 12:1                | Wimbersky (4), Mittag (3), Carlson, Hingst, I. Kerschowski, Omilade, Thomas          |
| 2005/06                                                                 | 2. Runde            | SV Saestum            | N   | 2:0                 | Hingst, Wimbersky                                                                    |
| 2005/06                                                                 | 2. Runde            | Montpellier HSC       | A   | 0:0                 | –                                                                                    |
| 2005/06                                                                 | Viertelfinale       | Valur Reykjavík       | A   | 8:1                 | Cristiane (2), Mittag (2), Pohlers, Thomas, Wimbersky, Eigentor                      |
| 2005/06                                                                 | Viertelfinale       | Valur Reykjavík       | H   | 11:1                | Pohlers (3), Mittag (2), Wimbersky (2), Cristiane, I. Kerschowski, Omilade, Eigentor |
| 2005/06                                                                 | Halbfinale          | Djurgårdens IF/Älvsjö | H   | 2:3                 | Cristiane, Pohlers                                                                   |
| 2005/06                                                                 | Halbfinale          | Djurgårdens IF/Älvsjö | A   | 5:2                 | Mittag (2), Podvorica, Pohlers, Zietz                                                |
| 2005/06                                                                 | Finale              | 1. FFC Frankfurt      | H   | 0:4                 | –                                                                                    |
| 2005/06                                                                 | Finale              | 1. FFC Frankfurt      | A   | 2:3                 | Pohlers (2)                                                                          |
| 2006/07                                                                 | 2. Runde            | Rapide Wezemaal       | N   | 1:0                 | Pohlers                                                                              |
| 2006/07                                                                 | 2. Runde            | SV Saestum            | A   | 2:2                 | Pohlers (2)                                                                          |
| 2006/07                                                                 | 2. Runde            | Sparta Prag           | N   | 4:0                 | Hingst, Kameraj, I. Kerschowski, Pohlers                                             |
| 2006/07                                                                 | Viertelfinale       | Brøndby IF            | A   | 0:3                 | –                                                                                    |
| 2006/07                                                                 | Viertelfinale       | Brøndby IF            | H   | 2:1                 | Carlson, Hingst                                                                      |
| 2009/10                                                                 | Sechzehntel- finale | FC Honka              | A   | 8:1                 | Mittag (3), Draws, Keßler, Zietz, Eigentor (2)                                       |
| 2009/10                                                                 | Sechzehntel- finale | FC Honka              | H   | 8:0                 | Mittag (3), Bajramaj (2), Bagehorn, Odebrecht, Zietz                                 |
| 2009/10                                                                 | Achtelfinale        | Brøndby IF            | H   | 1:0                 | Bajramaj                                                                             |
| 2009/10                                                                 | Achtelfinale        | Brøndby IF            | A   | 4:1                 | Keßler (2), Mittag, Wich                                                             |
| 2009/10                                                                 | Viertelfinale       | Røa IL                | H   | 5:0                 | Keßler (2), Y. Nagasato, Odebrecht, Peter                                            |
| 2009/10                                                                 | Viertelfinale       | Røa IL                | A   | 5:0                 | Mittag (2), Bajramaj, Y. Nagasato, Wich                                              |
| 2009/10                                                                 | Halbfinale          | FCR 2001 Duisburg     | A   | 0:1                 | –                                                                                    |
| 2009/10                                                                 | Halbfinale          | FCR 2001 Duisburg     | H   | 1:0 n. V. 3:1 i. E. | Kemme                                                                                |
| 2009/10                                                                 | Finale              | Olympique Lyon        | N   | 0:0 n. V. 7:6 i. E. | –                                                                                    |
| 2010/11                                                                 | Sechzehntel- finale | Åland United          | A   | 9:0                 | Mittag (3), Bajramaj, Demann, Kemme, Y. Nagasato, Peter, Schmidt                     |
| 2010/11                                                                 | Sechzehntel- finale | Åland United          | H   | 6:0                 | Bajramaj, Keßler, Mittag, Peter, Schmidt, Wesely                                     |
| 2010/11                                                                 | Achtelfinale        | SV Neulengbach        | H   | 7:0                 | Mittag (2), Zietz (2), Keßler, Y. Nagasato, Odebrecht                                |
| 2010/11                                                                 | Achtelfinale        | SV Neulengbach        | A   | 9:0                 | Y. Nagasato (3), Bajramaj (2), Bagehorn, Mittag, Wesely, Zietz                       |
| 2010/11                                                                 | Viertelfinale       | Juvisy FCF            | A   | 3:0                 | Bajramaj, Schmidt, Eigentor                                                          |
| 2010/11                                                                 | Viertelfinale       | Juvisy FCF            | H   | 6:2                 | I. Kerschowski (2), Y. Nagasato (2), Mittag, Schmidt                                 |
| 2010/11                                                                 | Halbfinale          | FCR 2001 Duisburg     | A   | 2:2                 | I. Kerschowski, Y. Nagasato                                                          |
| 2010/11                                                                 | Halbfinale          | FCR 2001 Duisburg     | H   | 1:0                 | Nagasato                                                                             |
| 2010/11                                                                 | Finale              | Olympique Lyon        | N   | 0:2                 | –                                                                                    |
| 2011/12                                                                 | Sechzehntel- finale | Thór/KA Akureyri      | A   | 6:0                 | Nagasato (3), Añonma, Peter, Eigentor                                                |
| 2011/12                                                                 | Sechzehntel- finale | Thór/KA Akureyri      | H   | 8:2                 | I. Kerschowski, Mittag (je 2), Göransson, Hanebeck, Zietz, Eigentor                  |
| 2011/12                                                                 | Achtelfinale        | Glasgow City LFC      | H   | 10:0                | Mittag (4), Añonma (2), Nagasato (2), Schmidt, Eigentor                              |
| 2011/12                                                                 | Achtelfinale        | Glasgow City LFC      | A   | 7:0                 | de Ridder (2), Mittag (2), Demann, Draws, I. Kerschowski                             |
| 2011/12                                                                 | Viertelfinale       | FK Rossijanka         | H   | 2:0                 | Hanebeck, Peter                                                                      |
| 2011/12                                                                 | Viertelfinale       | FK Rossijanka         | A   | 3:0                 | Y. Nagasato (2), Peter                                                               |
| 2011/12                                                                 | Halbfinale          | Olympique Lyon        | A   | 1:5                 | Schmidt                                                                              |
| 2011/12                                                                 | Halbfinale          | Olympique Lyon        | H   | 0:0                 | –                                                                                    |
| 2012/13                                                                 | Sechzehntel- finale | Standard Lüttich      | A   | 3:1                 | Andonova (2), Eigentor                                                               |
| 2012/13                                                                 | Sechzehntel- finale | Standard Lüttich      | H   | 5:0                 | Andonova (3), Añonma, Ōgimi                                                          |
| 2012/13                                                                 | Achtelfinale        | Arsenal LFC           | A   | 1:2                 | Ōgimi                                                                                |
| 2012/13                                                                 | Achtelfinale        | Arsenal LFC           | H   | 3:4                 | Göransson (2), Winters                                                               |
| 2013/14                                                                 | Sechzehntel- finale | MTK Budapest FC       | A   | 5:0                 | Evans (2), Andonova, Draws, Mjelde                                                   |
| 2013/14                                                                 | Sechzehntel- finale | MTK Budapest FC       | H   | 6:0                 | Andonova (2), Göransson (2), A. Nagasato (2)                                         |
| 2013/14                                                                 | Achtelfinale        | Olympique Lyon        | H   | 0:1                 | –                                                                                    |
| 2013/14                                                                 | Achtelfinale        | Olympique Lyon        | A   | 2:1                 | Draws, Mjelde                                                                        |
| 2013/14                                                                 | Viertelfinale       | ASD Torres            | A   | 8:0                 | Simic (2), Añonma, Bremer, Elsig, Evans, Wälti, Eigentor                             |
| 2013/14                                                                 | Viertelfinale       | ASD Torres            | H   | 4:1                 | Hegerberg (2), A. Nagasato, Wälti                                                    |
| 2013/14                                                                 | Halbfinale          | VfL Wolfsburg         | H   | 0:0                 | –                                                                                    |
| 2013/14                                                                 | Halbfinale          | VfL Wolfsburg         | A   | 2:4                 | Añonma, Simic                                                                        |
| Gesamtstatistik: 42 Siege, 7 Unentschieden, 11 Niederlagen, 229:62 Tore |                     |                       |     |                     |                                                                                      |

### Torschützinnen
| Tore | Name |
| ---- | --- |
| 39   | Anja Mittag |
| 26   | Conny Pohlers |
| 20   | Yūki Nagasato |
| 14   | Petra Wimbersky |
| 10   | Isabel Kerschowski |
| 9    | Fatmire Bajramaj |
| 8    | Jennifer Zietz |
| 7    | Nataša Andonova, Ariane Hingst |
| 6    | Genoveva Añonma, Viola Odebrecht, Babett Peter, Bianca Schmidt |
| 5    | Antonia Göransson, Nadine Keßler |
| 4    | Cristiane, Navina Omilade |
| 3    | Stefanie Draws, Lisa Evans, Asano Nagasato, Julia Simic |
| 2    | Marie-Louise Bagehorn, Britta Carlson, Chantal de Ridder, Kristin Demann, Ada Hegerberg, Patricia Hanebeck, Tabea Kemme, Karolin Thomas, Lia Wälti, Inka Wesely, Jessica Wich |
| 1    | Inken Becher, Pauline Bremer, Johanna Elsig, Aferdita Kameraj, Monique Kerschowski, Maren Mjelde, Aferdita Podvorica, Keelin Winters                                          |

## Saisonbilanzen der 2. Mannschaft
| Saison  | Liga                 | Platz | S  | U | N  | Tore  | Punkte | DFB-Pokal                 |
| ------- | -------------------- | ----- | -- | - | -- | ----- | ------ | ------------------------- |
| 1996/97 | Regionalliga Nordost | 07.   | 08 | 5 | 09 | 33:46 | 29     | 1. Runde                  |
| 1997/98 | Regionalliga Nordost | 07.   | 09 | 1 | 10 | 43:39 | 28     | 1. Runde                  |
| 1998/99 | Regionalliga Nordost | 07.   | 05 | 2 | 11 | 22:44 | 17     | Achtelfinale              |
| 1999/00 | Regionalliga Nordost | 03.   | 14 | 5 | 03 | 59:26 | 47     | 1. Runde                  |
| 2000/01 | Regionalliga Nordost | 07.   | 09 | 1 | 12 | 26:26 | 28     | 1. Runde                  |
| 2001/02 | Regionalliga Nordost | 03.   | 14 | 4 | 04 | 60:21 | 46     | 1. Runde                  |
| 2002/03 | Regionalliga Nordost | 02.   | 14 | 4 | 02 | 58:14 | 46     | 1. Runde                  |
| 2003/04 | Regionalliga Nordost | 03. 1 | 16 | 2 | 04 | 58:21 | 50     | nicht qualifiziert        |
| 2004/05 | 2. Bundesliga Nord   | 05.   | 12 | 4 | 06 | 43:32 | 40     | Achtelfinale              |
| 2005/06 | 2. Bundesliga Nord   | 07.   | 09 | 4 | 09 | 47:38 | 31     | nicht teilnahmeberechtigt |
| 2006/07 | 2. Bundesliga Nord   | 05.   | 13 | 3 | 06 | 47:29 | 39 2   | nicht teilnahmeberechtigt |
| 2007/08 | 2. Bundesliga Nord   | 04.   | 12 | 4 | 06 | 46:23 | 40     | nicht teilnahmeberechtigt |
| 2008/09 | 2. Bundesliga Nord   | 02.   | 16 | 2 | 04 | 56:27 | 50     | nicht teilnahmeberechtigt |
| 2009/10 | 2. Bundesliga Nord   | 02.   | 15 | 4 | 03 | 61:23 | 49     | nicht teilnahmeberechtigt |
| 2010/11 | 2. Bundesliga Nord   | 03.   | 13 | 5 | 04 | 59:25 | 44     | nicht teilnahmeberechtigt |
| 2011/12 | 2. Bundesliga Nord   | 01. 3 | 17 | 3 | 02 | 77:16 | 54     | nicht teilnahmeberechtigt |
| 2012/13 | 2. Bundesliga Nord   | 04.   | 14 | 3 | 05 | 60:27 | 45     | nicht teilnahmeberechtigt |
| 2013/14 | 2. Bundesliga Nord   | 01. 3 | 16 | 3 | 03 | 62:26 | 51     | nicht teilnahmeberechtigt |
| 2014/15 | 2. Bundesliga Nord   | 03.   | 13 | 5 | 04 | 50:23 | 44     | nicht teilnahmeberechtigt |
| 2015/16 | 2. Bundesliga Nord   | 06.   | 09 | 4 | 09 | 54:40 | 31     | nicht teilnahmeberechtigt |
| 2016/17 | 2. Bundesliga Nord   | 06.   | 09 | 4 | 09 | 41:36 | 31     | nicht teilnahmeberechtigt |
| 2017/18 | 2. Bundesliga Nord   | 04. 4 | 14 | 0 | 08 | 70:39 | 42     | nicht teilnahmeberechtigt |
| 2018/19 | 2. Bundesliga        | 07.   | 11 | 4 | 11 | 56:46 | 37     | nicht teilnahmeberechtigt |
| 2019/20 | 2. Bundesliga        | 07.   | 07 | 1 | 08 | 39:43 | 22     | nicht teilnahmeberechtigt |
| 2020/21 | 2. Bundesliga Nord   | 07.   | 05 | 5 | 06 | 27:26 | 20     | nicht teilnahmeberechtigt |
| 2021/22 | Regionalliga Nordost | 01.   | 12 | 0 | 02 | 56:12 | 36     | nicht teilnahmeberechtigt |
| 2022/23 | 2. Bundesliga        | 14.   | 03 | 3 | 20 | 28:74 | 12     | nicht teilnahmeberechtigt |
| 2023/24 | Regionalliga Nordost | 05.   | 11 | 2 | 09 | 53:57 | 34     | nicht teilnahmeberechtigt |
| 2024/25 | Regionalliga Nordost | 07.   | 10 | 2 | 10 | 53:45 | 32     | nicht teilnahmeberechtigt |